# The Body Shop
The Body Shop — косметический бренд, основанный в Великобритании Анитой Роддик в 1976 г. Штаб-квартира The Body Shop находится в г. Литтлхэмптон, Великобритания. В 2006-2017 г. компания входила в состав L’Oreal Group. Летом 2017 сеть The Body Shop была выкуплена бразильской косметической группой Natura, которой компания и принадлежит в настоящее время.

## Основная информация
Первый магазин The Body Shop открылся в 1976 г. в Брайтоне (Великобритания). В настоящее время различные магазины The Body Shop открыты в 66 странах мира (по состоянию на середину 2017 г. — 3 000 магазинов).
В ассортименте The Body Shop — косметика по уходу за лицом, косметика для тела, декоративная косметика, кисти для макияжа, косметика для волос, аксессуары по уходу за лицом, телом и волосами и парфюмерия (всего более 1000 наименований продукции).

Кремы фирмы «The Body Shop» на основе конопляного масла.

С 1987 года The Body Shop осуществляет программу «Справедливая торговля», закупая лучшие природные ингредиенты для производства косметики у мелких фермеров и сельскохозяйственных кооперативов по всему миру. С 2019 года в партнёрстве с кооперативом сборщиков мусора из Индии Plastics for Change компания внедряет переработанное сырьё в свой ассортимент, выпуская товары, упаковка которых полностью состоит из переработанного пластика. В сотрудничестве с международной организацией Cruelty Free International компания стала первым производителем косметики, открыто выступившим против тестирования косметики на животных.
Выручка The Body Shop в 2016 г. составила 1,5 млрд евро, чистая прибыль — 921 млн евро.
В июне 2017 г. концерн L’Oreal Group подписал соглашение о продаже The Body Shop бразильской компании Natura Cosmeticos. В случае одобрения антимонопольными органами Бразилии и США, сделка может быть закрыта до конца 2017 г.